# Team Coop-Repsol

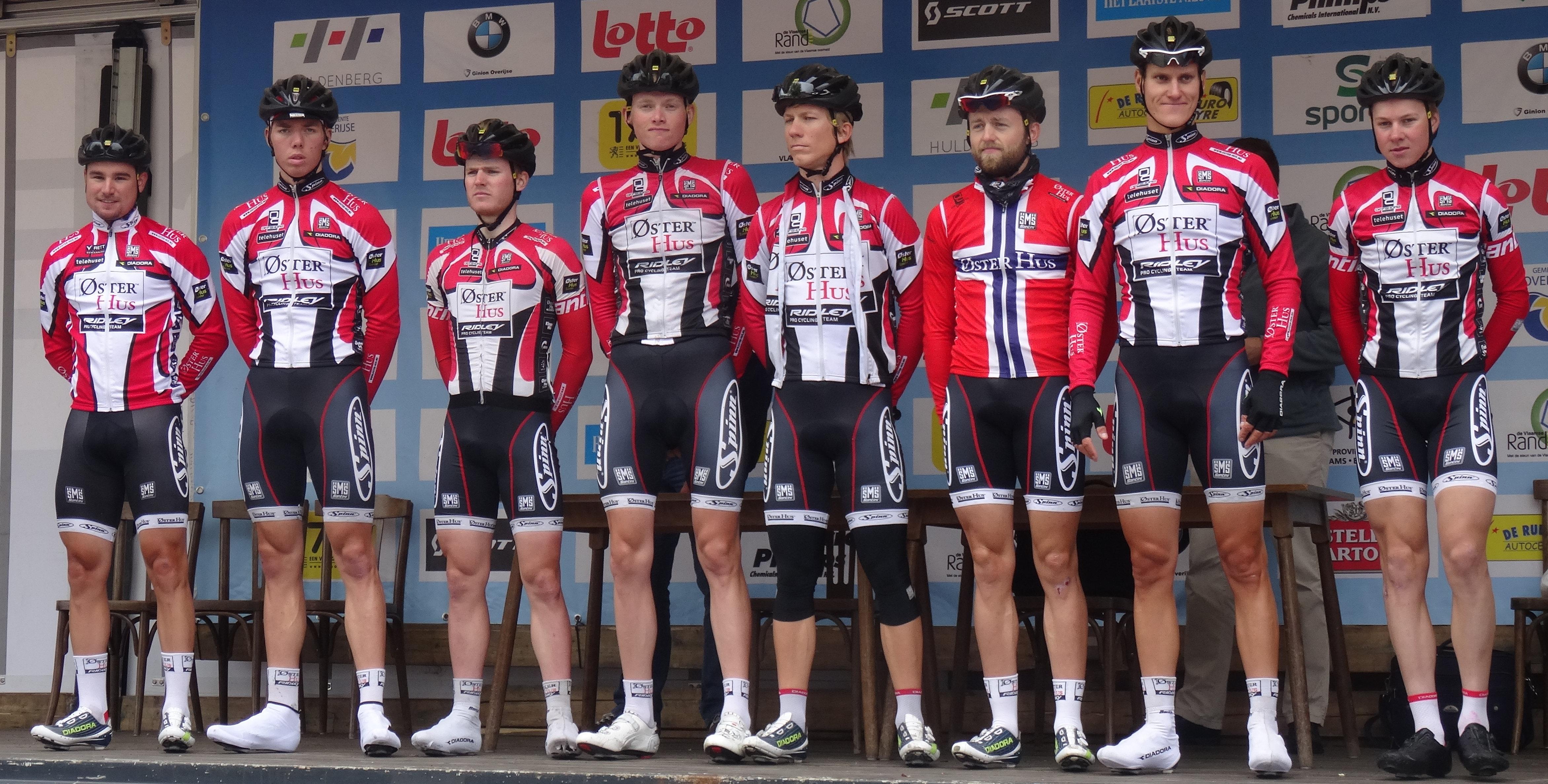
Magnus Børresen, Oscar Landa, August Jensen, Fredrik Strand Galta, Håvard Jorbekk Blikra, Tormod Hausken Jacobsen, Krister Hagen, Jonas Abrahamsen; Druivenkoers Overijse 2014.

Team Coop-Repsol is een wielerploeg die een Noorse licentie heeft. De ploeg bestaat sinds 2004. Het team komt uit in de continentale circuits van de UCI.

## Namen
| Periode   | Naam                    | Code | Status        | Fietsmerk                             |
| --------- | ----------------------- | ---- | ------------- | ------------------------------------- |
| 2004-2008 | Team Sparebanken Vest   | SPA  | TT3 (2004) CT | Merida (2004) Scott (2005-2006)       |
| 2009-2011 | Sparebanken Vest-Ridley | SPV  | CT            | Ridley                                |
| 2012-2014 | Team Øster Hus-Ridley   | OHR  | CT            | Ridley                                |
| 2015-2016 | Team Coop-Øster Hus     | COH  | CT            | Ridley                                |
| 2017-2022 | Team Coop               | TCO  | CT            | Ridley (2017-2020) Factor (2021-2022) |
| 2023-2025 | Team Coop-Repsol        | TCR  | CT            | Factor                                |

## Ploegleiders
N.B. alleen ploegleiders met een eigen artikel op wikipedia zijn hier vermeld.

## Renners
N.B. alleen renners met een eigen artikel op wikipedia zijn hier vermeld.

## Overwinningen
| 2005 5e etappe FBD Insurance Ras: Morten Christiansen 7e etappe FBD Insurance Ras: Morten Hegreberg | 0 Ringerike GP: Are Andresen |

| 2006 9e etappe FBD Insurance Ras: Morten Hegreberg Proloog Grand Prix Cycliste de Gemenc: Martin Prázdnovský 2e etappe Grand Prix Cycliste de Gemenc: Martin Prázdnovský | 0 Eindklassement Grand Prix Cycliste de Gemenc: Martin Prázdnovský Eindklassement Ronde van Guadeloupe: Martin Prázdnovský |

| 2008 2e etappe Ronde van de Pyreneeën: Stian Remme |

| 2009 Rogaland GP: Håvard Nybø |

| 2010 1e etappe Ronde van de Pyreneeën: Roy Hegreberg | 0 4e etappe Ronde van de Pyreneeën: Filip Eidsheim |

| 2011 2e etappe Ronde van León: Daniel Egeland Jarstø |

| 2012 Rund um den Finanzplatz Eschborn-Frankfurt, beloften: Sven Erik Bystrøm | 0 Kernen Omloop Echt-Susteren: Daniel Hoelgaard |

| 2013 Hadeland GP: Fredrik Strand Galta |

| 2015 GP Viborg: Oscar Landa 2e etappe Kreiz Breizh Elites: Fredrik Strand Galta 3e etappe Kreiz Breizh Elites: Fredrik Strand Galta | 0 4e etappe Kreiz Breizh Elites: August Jensen Eindklassement Kreiz Breizh Elites: August Jensen |

| 2016 1e etappe Gran Premio Liberty Seguros: August Jensen | 0 Eindklassement Gran Premio Liberty Seguros: August Jensen |

| 2017 5e etappe Ronde van Loir-et-Cher: August Jensen 3e etappe Ronde van Opper-Oostenrijk: August Jensen 4e etappe Ronde van Opper-Oostenrijk: August Jensen | 0 3e etappe Arctic Race of Norway: August Jensen 1e etappe Ronde van Oost-Bohemen: Krister Hagen |

| 2018 Trofej Umag: Krister Hagen Eindklassement Istrian Spring Trophy: Krister Hagen Scandinavian Race Uppsala: Trond Trondsen | 0 Memorial Philippe Van Coningsloo: Gustav Höög Kalmar Grand Prix: Gustav Höög |

| 2019 6e etappe Ronde van Normandië: Trond Trondsen Sundvolden Grand Prix: Trond Trondsen 1e etappe Tour de l'Eure et Loire: Trond Trondsen | 0 Proloog Ronde van Mazovië: Erlend Blikra 1e etappe Ronde van Mazovië: Erlend Blikra 2e etappe Ronde van Mazovië: Erlend Blikra |

| 2020 Gylne Gutuer: Trond Trondsen |

| 2021 Grote Prijs van Rhodos: Tord Gudmestad Eindklassement Ronde van Rhodos: Fredrik Dversnes 1e etappe Ronde van Mazovië: Eirik Lunder 2e etappe Ronde van Mazovië: Tord Gudmestad | 0 3e etappe Ronde van Mazovië: Tord Gudmestad Eindklassement Ronde van Mazovië: Eirik Lunder Puchar MON: Louis Bendixen |

| 2022 Grote Prijs van Rhodos: André Drege 1e etappe Ronde van Rhodos: Louis Bendixen 2e etappe Ronde van Rhodos: Louis Bendixen Eindklassement Ronde van Rhodos: Louis Bendixen | 0 2e etappe Ronde van Loir-et-Cher: Andreas Stokbro 1e etappe Ronde van Opper-Oostenrijk: Andreas Stokbro Gylne Gutuer: André Drege |

| 2023 2e etappe Visit South Aegean Islands: Cedrik Bakke Christophersen Grote Prijs van Rhodos: Eirik Lunder |

| 2024 1e etappe Visit South Aegean Islands: André Drege 2e etappe Visit South Aegean Islands: André Drege Eindklassement Visit South Aegean Islands: André Drege Proloog Ronde van Rhodos: André Drege Eindklassement Ronde van Rhodos: André Drege | 0 1e etappe Circuit des Ardennes: André Drege 5e etappe Ronde van Loir-et-Cher 1e etappe Ronde van Opper-Oostenrijk: Anton Stensby |

| 2025 2e etappe Circuit des Ardennes: Erik Vang Aas 1e etappe Ronde van Noorwegen: Storm Ingebrigtsen | 0 |

### Kampioenschappen

#### Nationale
| 2005: Noorwegen, wegwedstrijd: Morten Christiansen 2010: Zweden, wegwedstrijd: Michael Stevenson | 2014: Noorwegen, wegwedstrijd: Tormod Hausken Jacobsen 2021: Noorwegen, wegwedstrijd, beloften: Tord Gudmestad |

#### Overige
2014: Wereldkampioen op de weg, beloften: Sven Erik Bystrøm